# Hiroe Point
Der Hiroe Point (von japanisch 広江岬 Hiroe-misaki, deutsch ‚Breitbuchtkap‘) ist eine felsige Landspitze an der Prinz-Harald-Küste des ostantarktischen Königin-Maud-Lands. Sie markiert die südliche Begrenzung der Bucht Breidvåg.
Der norwegische Kartograf Hans E. Hansen kartierte die Landspitze anhand von Luftaufnahmen, die bei Lars-Christensen-Expedition 1936/37 entstanden. Die Benennung erfolgte 1973 durch das Hauptquartier der japanischen Antarktisforschung nach Erkundungen des Gebiets durch japanische Forscher. Das Advisory Committee on Antarctic Names übertrug 1975 diese Benennung in einer Teilübersetzung ins Englische.